# Amt Auburg

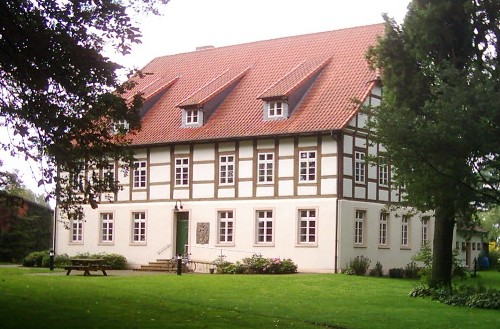
Ehemaliges Amtshaus in Auburg

Das Amt Auburg war ein historisches Verwaltungsgebiet, das nacheinander der Grafschaft Diepholz, der Landgrafschaft Hessen-Kassel, sowie dem Königreich Hannover bzw. der preußischen Provinz Hannover angehörte.

## Geschichte
Mittelpunkt des Amtes war die 1495 von den damaligen Edelherren von Diepholz als Grenzfeste gegen die benachbarte Grafschaft Hoya angelegte Auburg. Auf Grund eines Vertrags von 1521 fiel es mit dem Aussterben des Diepholzer Grafenhauses 1585 nicht wie die übrigen Landesteile an die Welfen, sondern an Hessen. 1592 wurde es an Philipp Wilhelm von Cornberg, einem unehelichen Sohn des hessischen Landgrafen Wilhelm IV. übertragen. Auburg bildete zeitweilig eine Art hessische Sekundogenitur unter den Herren von Cornberg, die aber Anfang des 18. Jahrhunderts ihre Hoheitsrechte wieder verloren. Auf Grund der Vertragsbestimmungen des Wiener Kongresses wurde das Amt 1816 an das Königreich Hannover abgetreten. 1820 wurde es aufgehoben und als Vogtei in das Amt Diepholz eingegliedert. Bei der Verwaltungsreform 1852 wurde erneut ein Amt Auburg gebildet, dessen Verwaltung ihren Sitz allerdings in Diepholz behielt. Schon 1859 ging es wieder im Amt Diepholz und mit diesem bei Einführung der Kreisverfassung 1885 im Kreis Diepholz auf.

## Amtmänner
- [1787] Johann Carl Jacobi
- 1815–1820: Johann Carl Jacobi, Amtmann
- 1852–1859: Moritz Denicke, Amtmann